# Беличье колесо
Бе́личье колесо́ — игрушка для домашних животных, обычно мелких грызунов (белок, мышей, хомяков, бурундучков и т. п.), представляющая собой колесо, внутри которого перемещается животное. Может использоваться также и как временная клетка для переноса животного.
Собственно конструкция представляет собой вращающееся колесо с закреплённой осью вращения и предполагает, что животное может бежать в нём достаточно долго (пока не устанет), но никуда не убегает. Отсюда также крылатое выражение «Вертеться (крутиться) как белка в колесе». Это выражение из басни Ивана Крылова «Белка» (1833), употребляется в значении: суетиться и хлопотать без видимых результатов:
Посмотришь на дельца иного:

Хлопочет, мечется, ему дивятся все:

Он кажется, из кожи рвётся,

Да только всё вперёд не поддаётся,

Как белка в колесе
Обвод вращающееся колеса может быть как решётчатым, так и сплошным с небольшими выступами. Расстояние между прутьями (выступами) подбирается с учётом анатомических особенностей того или иного вида животного.
Является эффективным тренажёром для поддержания физического тонуса мелких домашних животных.
Существуют также аналогичные аттракционы для детей и взрослых. При этом как в стационарном (ось вращения закреплена), так и в движущимся варианте (ось вращения не закреплена).

## «Беличье колесо» в электротехнике
«Беличье колесо» — способ соединения электрических проводников в роторе асинхронного двигателя переменного тока. Изобретён в 1889 году М. О. Доливо-Добровольским (германский патент № 51083 от 8 марта 1889 года под названием «Anker für Wechselstrommotoren»). Внешне похож на игрушку, в которой бегают домашние животные.